# Concili de Jerusalem
El Concili de Jerusalem (o Conferència Apostòlica) és un nom aplicat a una reunió, que es descriu als Fets dels Apòstols i, probablement, a la qual es refereix Pau a l'carta als cristians de Galàcia (Gàlates 2).

## Antecedents
El Concili de Jerusalem, se celebrà al voltant de l'any 50, uns setze anys després de la mort de Jesús. Va ser la primera reunió coneguda de la nova comunitat cristiana. I va tenir lloc abans de la primera guerra romano-jueva, que va esclatar l'any 66 dC i va destruir el Temple de Jerusalem l'any 70 dC. En aquell moment, la majoria dels seguidors de Jesús eren jueus per naixement, i fins i tot eren considerats com a part del judaisme. El fet que "certes persones" de Jerusalem i Judea, en representació de l'Església de Jerusalem, van arribar a Antioquia, on era Pau de Tars, predicant (Fets 15:1), i deien que els convertits a la nova religió no podien ser salvats a menys que se sotmetessin a la circumcisió, va desfermar la disputa i provocar la necessitat de celebrar el primer concili dels cristians.

## Fets
Pau descriu diverses reunions amb els apòstols de Jerusalem. L'Epístola als Gàlates ens diu: "Passats catorze anys, vaig pujar a Jerusalem amb Bernabé" i Titus "mogut per una revelació", a fi de "seure davant d'ells per mostrar l'evangeli que (ell) va proclamar entre els pagans" (Gàlates 2:2);ells Pau està d'acord amb "els que se suposa que són els dirigents" (Gàlates 2:6). Jaume, Cefes i Joan.
Ell ho descriu com una "reunió privada" (no com concili públic) i pren nota que Titus, que era grec, no va ser pressionat a circumcidar-se (Gàlates 2: 3) Tanmateix, es refereix als "falsos creients infiltrats per espiar la llibertat que tenim en Crist Jesús, ...per esclavitzar-nos" (Gàlates 2:4). Pau reclama als "pilars" de l'Església no va tenir diferències amb ells. Al contrari, li van donar la raó, hi li van confiar la missió d'evangelitzar als "incircumcisos", i només li demanaren que es recordés dels seus "pobres").

## Conclusions
Al final del concili després de debatre el tema (Fets 15:6), es determina escriure una carta als cristians conversos d'Antioquia, dient que només havien d'evitar menjar carn sacrificada als ídols, fornicar, menjar carn d'animals ofegats i sang, el text diu:
| «               | Quan hagueren acabat de parlar, Jaume prengué la paraula i va dir: Germans escolteu-me... n'hi ha prou d'escriure'ls que s'abstinguin de la carn oferta als ídols, de relacions sexuals il·legítimes, de menjar animals ofegats, i de menjar sang. | » |
| — Fets 15:13-20 | |   |